# Schwarzholz
Schwarzholz is een plaats en voormalige gemeente in de Duitse deelstaat Saksen-Anhalt en maakt deel uit van de gemeente Hohenberg-Krusemark in de Landkreis Stendal.
Schwarzholz telt 238 inwoners.